# Þorsteinn Hjálmarsson
Þorsteinn Hjálmarsson (Reykjavík, 20 settembre 1911 – Reykjavík, 10 dicembre 1984) è stato un pallanuotista islandese che ha partecipato alle Olimpiadi estive del 1936.